# Erstes Belvedere

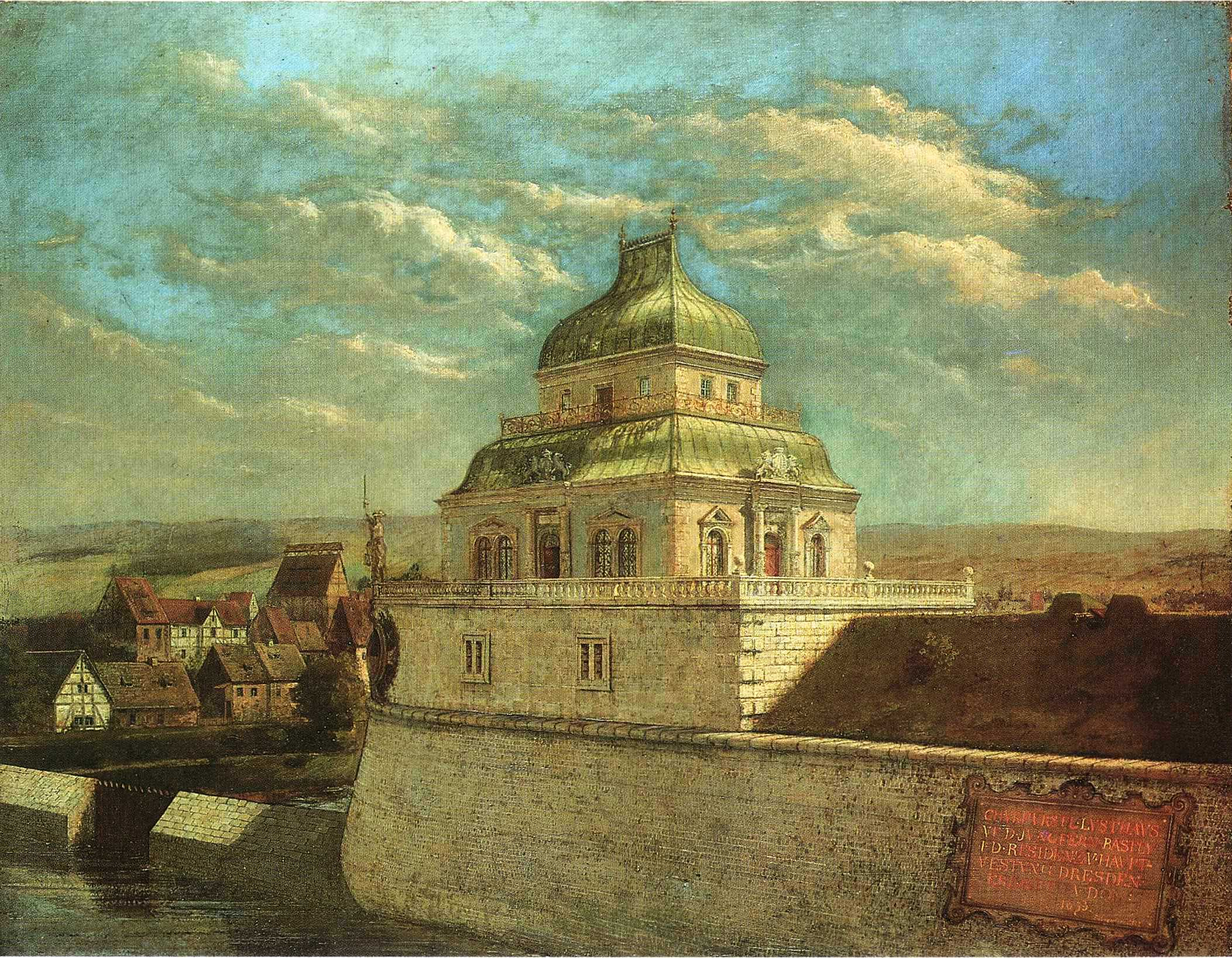
Lusthaus auf der Jungfernbastei (Gemälde von Friedrich Hagedorn, 1887)

Das Erste Belvedere (historisch Lusthaus oder Lusthaus auf der Jungfernbastei, bei Samuel Nienborg: „Das fürstliche Lusthaus“) war ein Renaissancebau auf der Brühlschen Terrasse in Dresden und war das erste der vier Gebäude an diesem Standort. Ab 1589 nach Entwürfen von Giovanni Maria Nosseni errichtet, dauerte der Bau mehrere Jahrzehnte: Nach Nossenis Tod 1620 übernahm sein Schüler, Sebastian Walther den Bau und führte diesen fort, Walther verstarb 1645, danach leiteten der Maler Christian Schiebling und sein Mitarbeiter Wolf Ernst Brohn die Arbeiten am Bau, erst um 1678 ist eine vorläufige Fertigstellung anzunehmen. Durch eine Explosion wurde es 1747 zerstört, ihm folgte 1749 das Zweite Belvedere.

## Geschichte

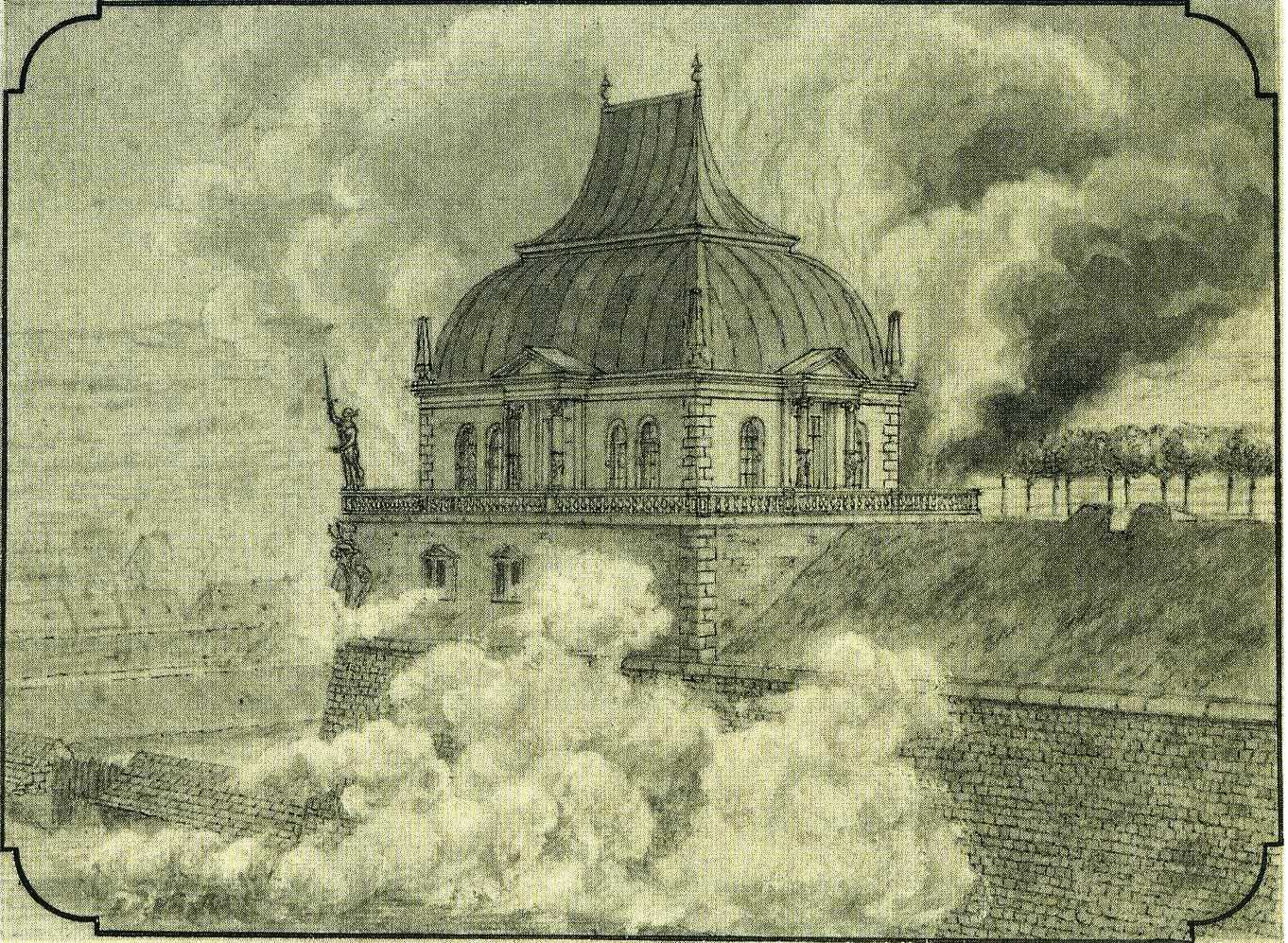
Explosion am 22. Dezember 1747

Unter dem Kurfürsten Christian I. wurde 1589 damit begonnen, das erste Belvedere zu bauen. Es wurde als mehrstöckiges Lusthaus auf der Jungfernbastei für die Festlichkeiten des Hofes konzipiert. Ausschlaggebend war die nach dem Neubau der Festungswerke sich ergebende exponierte Lage mit dem weiten Ausblick auf die Elbauen. Als der Bauherr 1591 starb, war der Rohbau des unteren Festsaals und der sich anschließenden Gewölbe mit der offenen Bogenhalle noch nicht abgeschlossen worden. Sein Nachfolger, Kurfürst Christian II. ließ noch durch Paul Buchner die Gewölbe des unteren Festsaals fertigstellen und das Schießhaus als offene Bogenhalle vollenden. Danach wurden die Bauarbeiten vorläufig eingestellt.
Erst unter Kurfürst Johann Georg I. wurde ab 1617 unter der Leitung von Nosseni der obere Festsaal als Rohbau errichtet. Es folgten die Anbauten an der Elbseite (Küche) und die zum Stadtgraben hin. Auf das Dach des Gebäudes wurde ein Pavillon in Holzbauweise aufgesetzt, der einem Umgang für die Aufstellung von Musikern besaß. 1622 war der gesamte 24 m hohe Rohbau fertig. Ein Bericht von Philipp Hainhofer von 1629 legt nahe, dass zu diesem Zeitpunkt auch große Teile der Innenausstattung fertiggestellt waren.
Die Arbeiten stockten durch den Dreißigjährigen Krieg dennoch erneut. Für die Ausstattung mit aufwändiger Bauplastik im oberen Saal war schließlich der Nachfolger Nossenis als Hofbildhauer und Hofarchitekt, Sebastian Walther verantwortlich, der auch den Bau im Sinne Nossenis insoweit fortführte. Walther verstarb 1645, danach leiteten der Maler Christian Schiebling und sein Mitarbeiter Wolf Ernst Brohn die Arbeiten am Bau, der inzwischen durch die überlange Bauzeit auch durch Verfall bedroht war.
Später wurde der Pavillon auf dem Dach unter Wolf Caspar von Klengel in Holzbauweise durch eine geschweifte, kupferne Haube ersetzt, um 1678 kann wohl eine Fertigstellung angenommen werden. Seinen eigentlichen Zwecken diente das Lusthaus wohl nie, auch die prachtvollen Feste des Kurfürsten und Königs August II. bezogen, wie schon in Zeiten seiner Vorgänger, das Lusthaus nie mit ein.
Als verhängnisvoll erwies sich die Entscheidung von 1595, unter dem Lusthaus ein Pulvermagazin mit 1100 Zentnern (= 55 Tonnen) Schießpulver anzulegen, dies wurde auch nie geändert: Am 22. Dezember 1747 schlug ein Blitz in das Lusthaus ein, das unter dem Belvedere befindliche Pulvermagazin geriet in Brand und zerstörte das Gebäude durch eine gewaltige Explosion.

## Beschreibung

### Unterer Festsaal

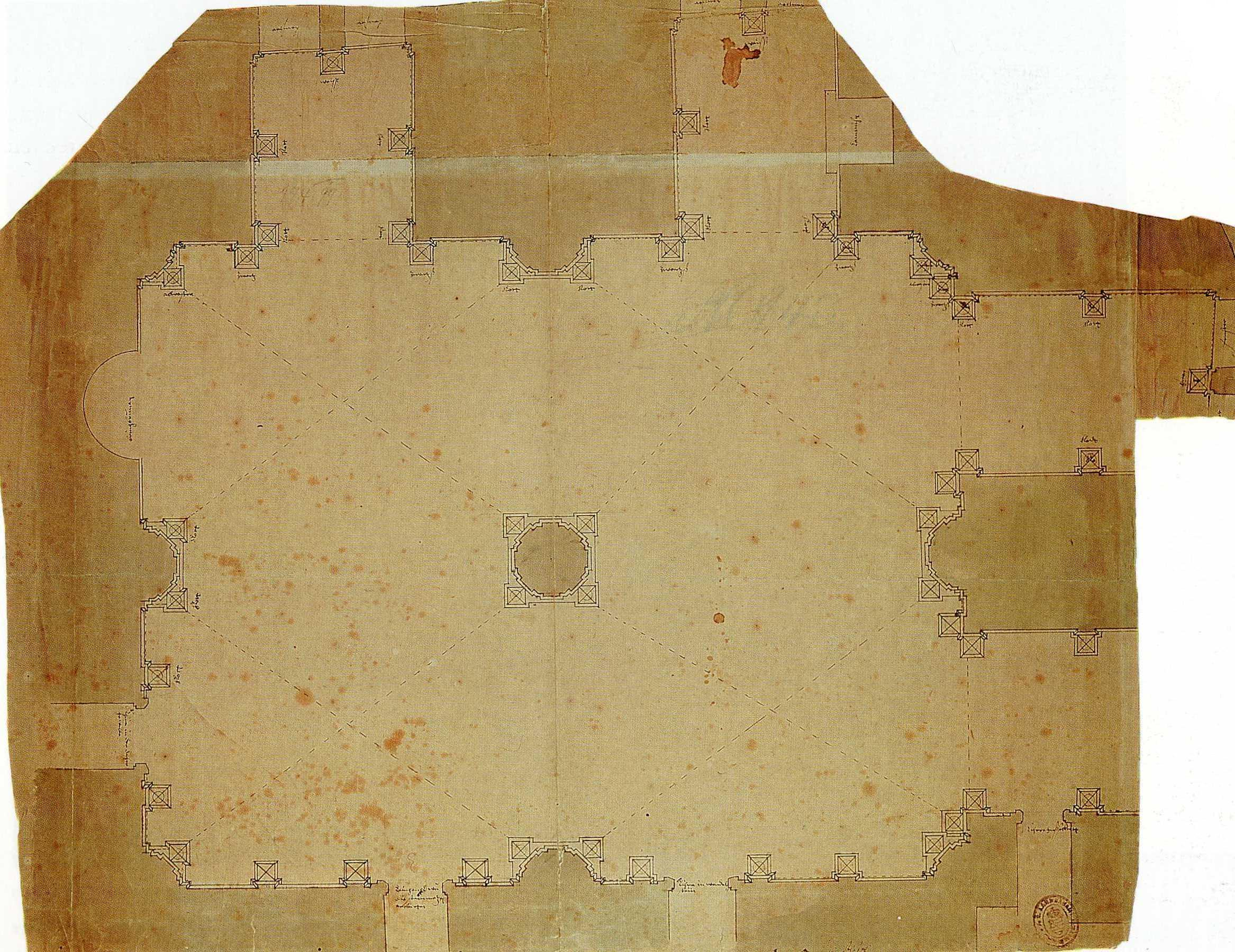
Unterer Festsaal

Der untere Festsaal wurde wegen seiner Ausstattung Grottensaal oder Antiquarium genannt. Seine Höhe betrug 5 m, der Grundriss war 15 × 20 m. Die Decke des Saals bestand aus vier schweren Kreuzgewölben, die auf den Festungsmauern und auf einer Säule in der Mitte ruhte. Das Festungsmauerwerk wurde von zwei raumgroßen Mauernischen (Konchien) zur Elbseite und zwei zum Stadtgraben durchbrochen. In den Konchien war genügend Platz für Tische und Bänke. In der durchbrochenen Wand befanden sich Zwillingsfenster. Ein Brunnen, Kamin und Orgel waren an den geschlossenen Seiten der Festungsmauern. Die Wände des unteren Saals waren „sehr prächtig … von Quaderstücken mit schönen Gesimsen und Kapitellen, von weißem, rotem, grauen und gesprenkeltem Marmorstein …“ gestaltet. Oberhalb jeder Säule befand sich „ein Brustbild de Stucco“, die später durch bronzene Büsten ersetzt wurden. Diese stellten die Ahnengalerie dar, 60 Herzöge und Kurfürsten vom Hause Sachsen. Am Eingang auf der linken Seite, befand sich ein von Carlo de Cesare gestalteter Brunnen, eine „dreifache schöne Grotten, mit einer großen Concha und Bild darinnen“ der aus „gedachten farbigen Marmorsteinen gehauen“ war. Die „Karmiese und Friese … auch alle Türumrahmungen“ waren mit Jaspis, Achat, Lapislazuli und Calcedon geschmückt worden. Die Wände des Saals waren derart gestaltet worden, dass sie „wie ein Spiegel glänzen“. Dort hingen „Quadri von Oelfarben auf Leinwand gemalet“. Diese Ölgemälde stellten die „praclaras res gestas“ der sächsischen Fürsten dar. Der als Grotte oder Antiquariat bezeichnete Raum sollte „für einen Tresor“ dienen. Dort wurden „die köstlichsten crystalline, jaspine, topasine, agatine und andere fremde in Gold gefasste steinerne Geschirre“ aufgestellt. Auch eine „in Gold gefasste Nave vom böhmischen Diamant, die vier Maß fasst“ war dort zu sehen. Auf diesen mit Edel- und Schmucksteinen geschmückten Tresor war auch die Tafel des Kurfürsten ausgerichtet. Neben der Tafel, auf der rechten Seite, war eine große Orgel mit Pfeifen aus grünem Serpentinstein.

### Oberer Festsaal

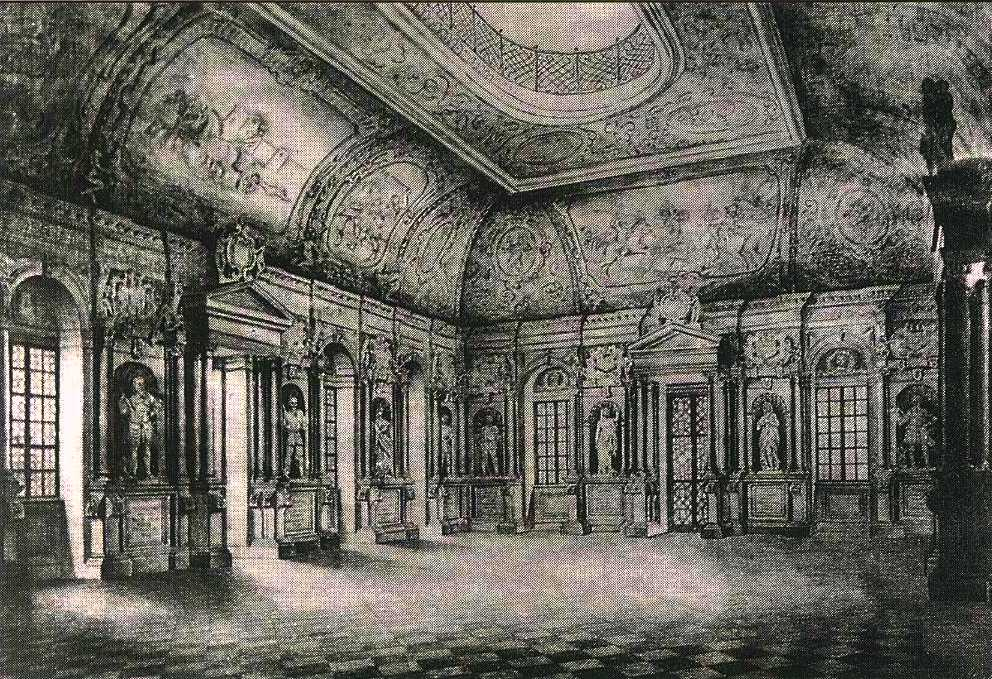
Oberer Festsaal

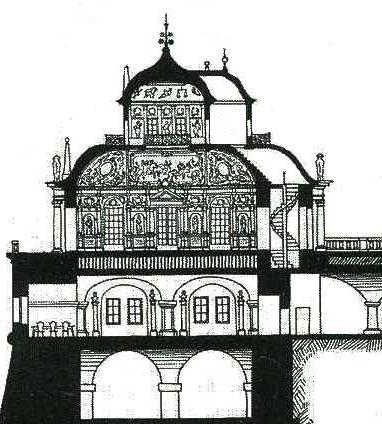
Schnitt

Im unteren Festsaal befand sich eine Wendeltreppe. Über diese gelangte mach zum oberen Festsaal. Dieser hatte vier Portale und zwölf Fenster. Oberhalb des Festsaals war ein Pavillon in Holzbauweise aufgesetzt worden. Im Festsaal war durch eine ovale Öffnung des Gewölbes (Innenkuppel) auch die Decke des aufgesetzten Holzpavillons (Außenkuppel) zu sehen. In der großen Kehle der Innenkuppel war „ein Fries [mit] trojanische Historien“ gemalt worden. Der Saal war 13 × 19 m groß und war 9 m hoch. In dem Saal wurden 20 lebensgroße Freistatuen aufgestellt: zehn Tugenden, fünf sächsische Kurfürsten und fünf Kaiser seit Karl V. Sie wurden von dem Hofbildhauer Sebastian Walther zusammen mit seinen Brüdern Christoph Walther IV und Michael Walther geschaffen.

### Pavillon
In der Decke der Außenkuppel hatte der Hofmaler Kilian Fabritius die „vier Elemente, Tag und Nacht“ dargestellt. „Ein wenig weiter herunter [waren] die sieben Planeten mit zwölf himmlischen Zeichen“ gemalt worden. Die Decke der Außenkuppel war sehr hoch, perspektivisch und mit „durchsichtigen Fenstern gezieret“. Oberhalb der Innenkuppel („inwendig auf dem Fries“) bei der ovalen Öffnung zur Außenkuppel („in der Vierung herum“) war ein um die ovale Öffnung umlaufender Gang gebaut worden. Dort spielten die Trompeter und Musikanten für die Gäste im unteren Festsaal auf. Auch vor den Fenstern des Pavillons mit Außenkuppel war ein umlaufender Gang erbaut worden, der als Aussichtsterrasse diente.